# 산석송
산석송(Diphasiastrum alpinum)은 석송강의 일종이다.

## 분포
산석송은 북반구의 많은 북부 지역, 즉 캐나다의 대부분, 미국 북서부, 북부 및 중부 유럽, 러시아, 중국 및 일본에 걸쳐 극지방에 분포한다. 종종 칼루나와 황무지와 산 등에서 발견된다.

## 설명
산석송은 지표면 바로 아래에서 자라는 줄기에서 높이가 10~20cm 정도 자란다. 앞은 기부가 비어 있으며, 암컷 줄기는 최대 3cm 길이의 스트로빌리를 생성한다.